# 武爾坎鄉 (布拉索夫縣)

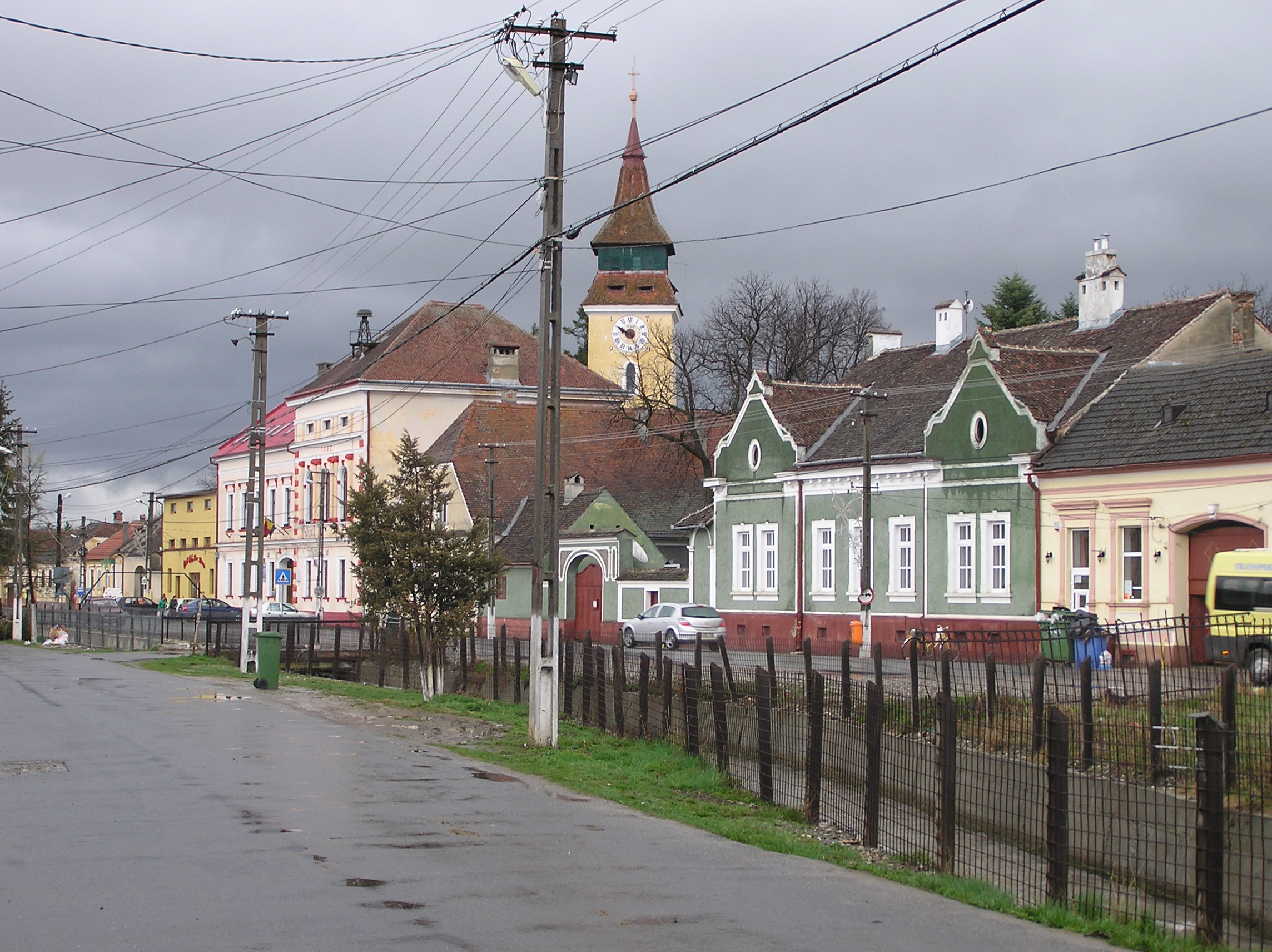

45°38′07″N 25°25′02″E / 45.63528°N 25.41722°E
武爾坎鄉（羅馬尼亞語：Comuna Vulcan, Brașov），是羅馬尼亞的鄉份，位於該國中部，由布拉索夫縣負責管轄，處於布加勒斯特以北150公里，每年平均降雨量1,186毫米，海拔高度660米，2007年人口4,551。